# Zeöld Imre Péter
Zeöld Imre Péter (Pilisszentiván, 1905 – ?) magyar ügyvéd, hungarista országgyűlési képviselő.

## Élete
1905-ben született Pilisszentivánon, református vallásban. A középiskolát a budapesti református főgimnáziumban végezte, majd jogi és államtudományi tanulmányokat folytatott; doktori oklevelét a budapesti tudományegyetemen szerezte meg. Elvégezte a keleti kereskedelmi akadémiát is.
Mint gyakorló ügyvéd, honvédségi ügyekben volt állandó védő. Főiskolás korától részt vett többféle jobboldali mozgalomban – mások mellett a Turul Bajtársi Egyesületben, az Erdélyi Férfiak Egyesületében és a Honszeretet Egyesületben viselt tagságot. Rögtön a megalakulásakor csatlakozott a Nyilaskeresztes Párthoz, melynek szervezési munkáiból is jócskán kivette a részét, főként a budapesti déli választókerületben. A párt országos jogügyi irodájában helyettes vezetőként tevékenykedett.
Az 1939. évi általános választáson országgyűlési képviselő-jelöltként is elindult pártja színeiben, annak a fentebb említett – fővárosi III. számú (déli) – választókerületben állított listáján. Elsőre nem sikerült mandátumot szereznie, de miután a Közigazgatási Bíróság Nesz Ferenc mandátumát megsemmisítette, őt hívták be a képviselőházba, mint a lista soron következő jelöltjét. Később, bár jobboldali érzelmű maradt, de kilépett a nyilaspártból.